# Francesc Xavier Borrull i Vilanova
Francesc Xavier Borrull i Vilanova (València, 3 de desembre de 1745 — 1837) fou un jurista, historiador, erudit i polític valencià. Pertanyia a una eminent família d'advocats de la ciutat de València i havia format part dels cercles il·lustrats valencians i havia estat amic de Gregori Maians i de Francesc Pérez Bayer. Estudià al Seminari de Nobles i fou jutge de delmes, terços i primícies de la Reial Audiència de València, secretari del secret del Sant Ofici i de 1774 a 1779 fou catedràtic de dret civil de la Universitat de València, on es distingí pels seus estudis sobre el dret foral valencià.
Durant la guerra del Francès fou representant de la Governació de València en la seva Junta de Defensa. Fou partidari de la restauració del dret foral valencià, que va proposar com a model per a la futura constitució espanyola de 1812, i en els seus escrits va afirmar que l'abolició dels furs per part de Felip V d'Espanya havia estat un error. El 1810 fou elegit diputat a les Corts de Cadis, on fou un dels oradors més destacats. Es posà de part dels conservadors més moderats, mostrant-se partidari de la descentralització administrativa, oposada al jacobinisme liberal, i del respecte de les institucions tradicionals com el Tribunal de les Aigües. El 1813 també es va oposar a la supressió del tribunal del Sant Ofici.
El 1819 fou nomenat membre de la Reial Audiència de València, i amb Josep Antoni Sombiela i Mestre va iniciar una campanya contra els liberals. Per aquest motiu durant el trienni constitucional (1820-1823) hagué de marxar de València. Després de l'arribada dels Cent Mil Fills de Sant Lluís tornà a València i treballà com a jutge tutelar de l'Hospital de València i com a director de l'Arxiu del Regne de València fins a la seva mort. Va donar la seva biblioteca personal i la seva col·lecció numismàtica a la Biblioteca de la Universitat de València.

## Obres
- Fidelidad de la Ciudad y Reino de Valencia en tiempo de las guerras civiles que empezaron el año 1705 (1810)
- Discurso sobre la Constitución que dió al Reino de Valencia su invicto conquistador (1810)
- Discurso sobre la distribución de las aguas del Turia y Tribunal de los Acequieros (1828)